# Massa di Somma
Massa di Somma es un municipio italiano localizado en la ciudad metropolitana de Nápoles, región de Campania. Cuenta con 5.352 habitantes en 3,04 km². Se encuentra ubicado en la península sorrentina.
Limita con los municipios de Cercola, Ercolano, Pollena Trocchia y San Sebastiano al Vesuvio.
Hasta 1989 fue una fracción del municipio de Cercola.
Su área municipal está situada en el parque nacional del Vesubio.

## Evolución demográfica
| Gráfica de evolución demográfica de Massa di Somma entre 1861 y 2011 |
|                                                                      |
| Fuente ISTAT - elaboración gráfica de Wikipedia                      |